# 三锹乡
三锹乡，是中华人民共和国湖南省怀化市靖州苗族侗族自治县下辖的一个乡镇级行政单位。

## 行政区划
三锹乡下辖以下地区：
枫香村、菜地村、地妙村、元贞村、凤冲村、小榴村、地笋村和南山村。

## 地理
三锹乡坐落在靖州苗族侗族自治县西北部，北是大堡子镇，东北是坳上镇，东南是渠阳镇，西是贵州省锦屏县，南是藕团乡。
广坪河流经三锹乡。
三锹乡的主要山有：九龙山（1036米）、枫木山（998米）、蓬坡界（943米）。

## 经济
三锹乡的经济主要是农业和养殖业，天麻是三锹乡的广泛种植的经济作物。

## 民俗
苗族民歌是三锹乡的一种民俗。